# Ларионов, Дмитрий Михайлович
Дмитрий Михайлович Ларионов — техник-строитель, архитектор.

## Биография
Относится к династии уфимских строителей и купцов Ларионовых. Семье Ларионовых принадлежал Дом купца Ларионова (ул. К. Маркса, 33).
Строительная артель С. М. Ларионова специализировалась на закладке фундаментов зданий: Воскресенский кафедральный собор, Никольская церковь, Александро-Невская часовня, городское полицейское управление, мужское духовное училище, городской театр.
«Подрядчик строительных деревянных и каменных работ М. С. Ларионов» принимал участие в строительстве Аксаковского народного дома. Также М. С. Ларионов владел двумя кирпичными заводами — в Золотухинской слободе и Глумилино — кирпичи которых сейчас находятся в коллекциях музеев.
Автор проекта первого памятника В. И. Ленина скульптора И. А. Менделевича, созданного и открытого в 1924 году. В настоящее время, этот памятник находится на территории завода «Гидравлика», напротив главной проходной.
Автор первоначального проекта Второго коммунального дома (ул. К. Маркса, 17/19), впоследствии доработанного Н. Ю. Лермонтовым.

## Семья
- Дед Семён Миронович Ларионов — Уфимский 2-й гильдии купец. В 1871 году на первых выборах в Уфимскую городскую думу был избран её гласным, как и на последующих трёх. Член Общества взаимного кредита. Один из основателей вольно-пожарного общества Уфы, староста Иоанно-Предтеченской церкви.
- Отец Михаил Семёнович Ларионов (? — 1908) — член приёмного комитета Общества взаимного кредита, член учётного комитета общественного банка Уфы. Член Уфимского уездного присутствия. Состоял в строительной комиссии при городской управе.